# Sergio Alejandro Hernández
Sergio Alejandro Hernández (30 de janeiro de 1971) é um ex-futebolista venezuelano que atuava como defensor.

## Carreira
Sergio Alejandro Hernández integrou a Seleção Venezuelana de Futebol na Copa América de 1995.